# Iron Station
Iron Station è un census-designated place (CDP) degli Stati Uniti d'America, situato nello stato della Carolina del Nord, nella contea di Lincoln. Secondo il censimento del 2020 gli abitanti di Iron Station ammontavano a 825.
Tre siti di Iron Station sono stati inseriti nel National Register of Historic Places: Ingleside, Magnolia Grove, ed il Tucker's Grove Camp Meeting Ground.